# Estádio Lenin (Khabarovsk)
O Estádio Lenin é um estádio multiúso da cidade de Khabarovsk, no Extremo Oriente russo. 
O estádio foi construído em 1956, e tem capacidade para 15.200 espectadores e serve, principalmente, para a práctica de futebol. O FC SKA-Energiya Khabarovsk joga no estádio lenin como madante.

## Historia
O estádio foi construído em 1956 em um parque na orla do Rio Amur em Khabarovsk por ordem do Marechal Malinovsky, Um comandante duas vezes destacado Herói da União Soviética. Em 1979 o estádio foi reconstruido para a Copa do Mundo de Bandy de 1981, que saconteceu na cidade de Khabarovsk. a capacidade do estádio nesse momento era superior a 20.000 espctadores.
Em 20 de novembro de 1982 ouve uma tragedia durante uma partida de Hóquei no gelo na qual faleceram 18 pessoas. Fontes oficiais contabilizaram 22.000 espectadores, a capacidade maxima do estádio, mas os presentes relataram que muitos torcedores haviam entrado no estádio pulando as grades de segurança do estádio. Desde então, cada ano os torcedores se reúnen na Tribuna Oriental para recordar a menmoria dos falecidos.
O gramado do estádio foi substituído em 2003 por Grama sintética, tornamdose assim o primeiro estádio da alá dos Uraes que contem dita operacão. as obras de remodelacão desse ano incluíram, também, a instalacião de um sistema de aquecimento por debaixo do gramado e ascentos de plástico com as cores do SKA-Energiya —Vermelho e azul—, diminuindo assim a capacidade do estádio para 15.200 espectadores.
Em 2 de novembro de 2011, o estádio passou a ser propriedade do Krai de Khabarovsk após as negociacões mantidas entre o governador Vyacheslav Shport e o Ministério de Defesa, antigo titular do estádio. Com o novo titular, o estádio dispois de melhorias como vídeo vigilância no perímetro das instalacões desportivas e um Detector de metais.